# Грэм и Вуд
Гвендолин Грэм (англ. Gwendolyn Graham; род. 6 августа 1963) и Кэти Вуд (англ. Cathy Wood; род. 7 марта 1962) — американские женщины-серийные убийцы, осужденные за убийство пятерых пожилых женщин в Уолкере, штата Мичиган, пригороде Гранд-Рапидс, в 1980-х годах. Они совершили свои преступления в доме престарелых Альпийского поместья, где обе работали помощниками медсестры.  В 1986 году они познакомились и быстро подружились, а после стали любовницами. Они практиковали сексуальную асфиксию и другие игры, чтобы достигнуть лучшего оргазма.
Детали убийств были полностью переданы Кети Вуд органам правоохранительной власти, чье обвинение было смягчено из-за заключения соглашения со следствием и дачей признательных показаний в отношении Грэм.
Грэм начала говорить об убийстве, которое добавило новый уровень волнения в их сексуальные утехи.
Первые попытки убийства оказались неудачными — жертвы могли оказать сопротивление. Согласно показаниям Кэти Вуд, в январе 1987 года Грэм вошла в комнату женщины, страдающей болезнью Альцгеймера, и задушила её тряпкой, при этом Вуд наблюдала за этим со стороны. Женщина была слишком слаба, чтобы сопротивляться. Её смерть казалась естественной, и вскрытие трупа никогда не проводилось. Вуд утверждала, что Грэм убила пациентку, чтобы "снять напряжение".
За следующие несколько месяцев умерли ещё пять пациенток санатория. Многие из жертв, возрасты которых колебались от 65 до 97 лет, были больны болезнью Альцгеймера. Грэм и Вуд выбирали жертв так, чтобы их инициалы сложились в слово «убийство» (англ. murder).
Пара рассталась, когда Вуд отказалась активно убивать пациентов, чтобы доказать свою любовь к Грэм.
Грэм тогда перебралась в Техас с другой женщиной и начала работу в больнице, заботящейся о младенцах.
Расследование убийства началось в 1988 году, после того, как бывший муж Вуд пришёл в полицию с заявлением, которое она сделала годом ранее. Она рассказывала ему историю убийств (август 1987). Её бывший муж сделал заявление в октябре 1988 года, и расследование дела началось. Первая жертва была эксгумирована 30 ноября 1988 года, спустя почти год после её похорон.
В конце концов, были собраны доказательства. В декабре 1989 года Грэм арестовали; однако она не признала обвинения.
Во время следствия Вуд, в обмен на более мягкий приговор, сообщила, что именно Грэм запланировала и выполнила убийства, в то время как она следила, чтобы не было свидетелей преступления. 3 ноября 1989 Грэм была признана виновной в пяти пунктах обвинения в убийстве и одном пункте планирования убийства. Суд приговорил её к пяти пожизненным срокам лишения свободы. Вуд пробудет в тюрьме 40 лет.
По решению властей Кэти Вуд должна быть освобождена из мест лишения свободы 6 июля 2021 года